# Том Ліс
Том Ліс (англ. Tom Lees, нар. 18 листопада 1990, Ворик) — англійський футболіст, захисник клубу «Гаддерсфілд Таун».
Виступав, зокрема, за клуби «Лідс Юнайтед» та «Шеффілд Венсдей», а також молодіжну збірну Англії.

## Клубна кар'єра
Народився 18 листопада 1990 року в місті Ворик. Вихованець футбольної школи клубу «Лідс Юнайтед». З 2009 року для отримання ігрової практики виступав на правах оренди за команди Другої ліги Англії «Аккрінгтон Стенлі» та «Бері».
Влітку 2011 року Ліс повернувся до «Лідс Юнайтед» і почав поступово закріплюватися в стартовому складі команди. Дебютував же в новому сезоні Ліс 9 серпня у домашньому матчі Ліги націй проти «Бредфорд Сіті», який завершився перемогою «білих» з рахунком 3:2, вийшовши на заміну. Загалом, у сезоні 2011/12 Том з'явився у футболці «Лідса» 45 разів у всіх турнірах, забив 2 голи та віддав 2 гольові передачі, і після його закінчення головний тренер клубу Ніл Ворнок заявив, що з Томом був підписаний новий, довгостроковий контракт, розрахований на 4 сезони, аж до літа 2016 року і що також в угоді обумовлено можливість продовження контракту ще на рік.
31 липня 2014 року Ліз підписав трирічний контракт із іншим клубом Чемпіоншипу «Шеффілд Венсдей». Після свого першого сезону він продовжив свою угоду до 2019 року, а через рік після цього підписав ще один контракт до літа 2021 року. 24 квітня 2021 року Ліз отримав травму в грі проти «Мідлсбро», через що вибув до кінця сезону. В підсумку це була його остання гра за клуб, оскільки 20 травня 2021 року було оголошено, що він покине «Шеффілд Венсдей» після закінчення терміну контракту.
Влітку 2022 року Ліз підписав дворічний контракт із «Гаддерсфілд Тауном» і офіційно приєднався до клубу 1 серпня 2021 року і був частиною команди, яка вийшла у фінал плей-оф, але програла там «Ноттінгем Форесту» і не вийшла до вищого дивізіону. Станом на 26 грудня 2022 року відіграв за команду з Гаддерсфілда 59 матчів в національному чемпіонаті.

## Виступи за збірну
Протягом 2012—2013 років залучався до складу молодіжної збірної Англії, з якою був учасником молодіжного чемпіонату Європи 2013 року, де зіграв у одному матчі, а англійці не заробили жодного очка і не вийшли з групи. Всього на молодіжному рівні зіграв у 6 офіційних матчах.